# Roupa interior

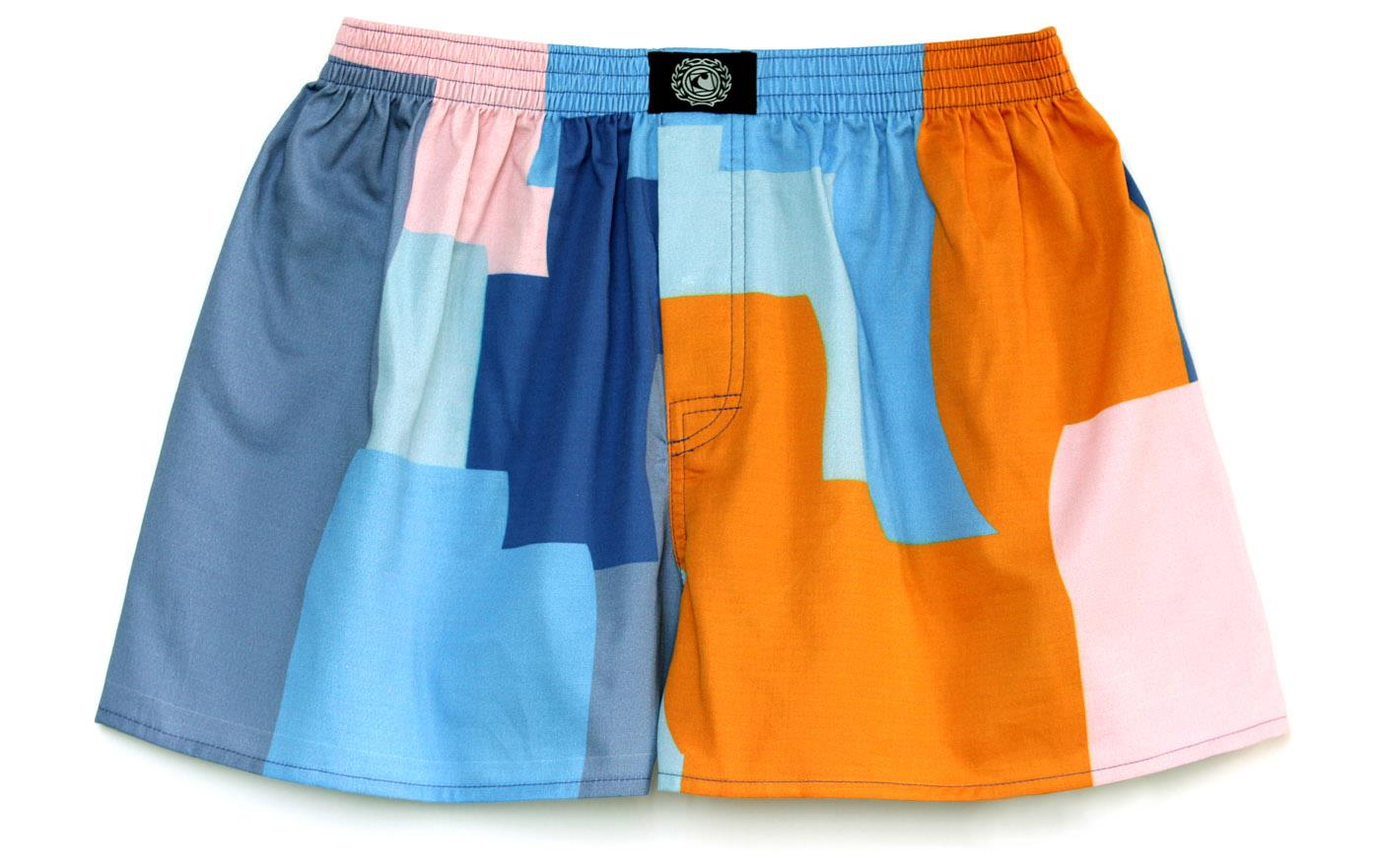
Cuecas boxers, exemplo de roupa interior masculina.

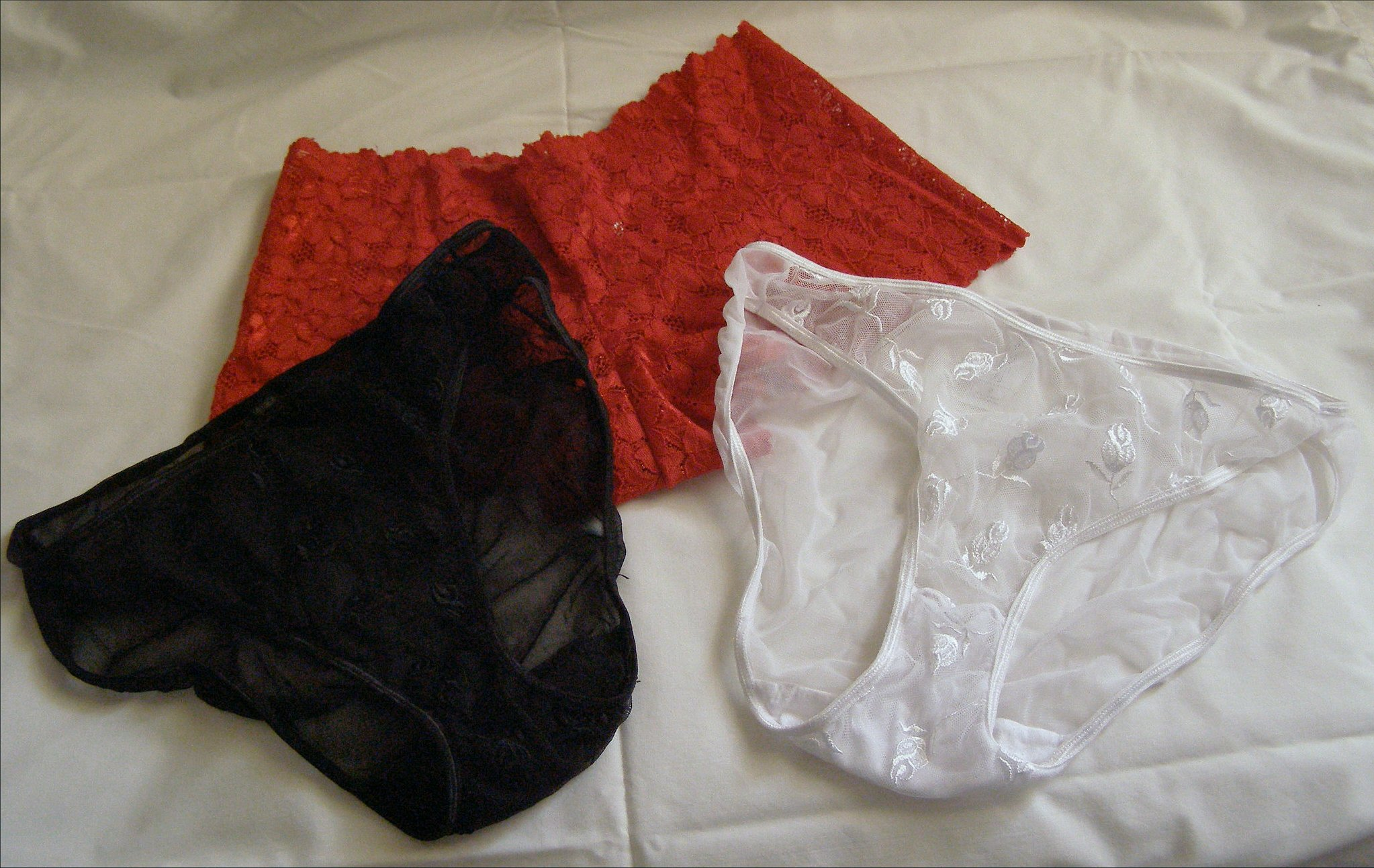
Calcinhas, exemplo de roupa íntima feminina.

Roupa interior ou roupa íntima (por vezes também no plural) é o conjunto de peças de vestuário usadas diretamente sobre a pele e que se encontram sob outras camadas de roupa. São utilizadas, em sua maioria, para cobrir as partes íntimas. Exemplos de roupa interior são as peças de lingerie, cuecas (short ou boxers, calcinha), ceroulas, etc.

## Galeria

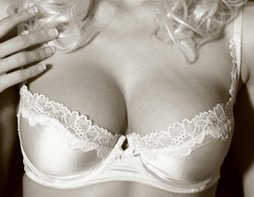
Sutiã
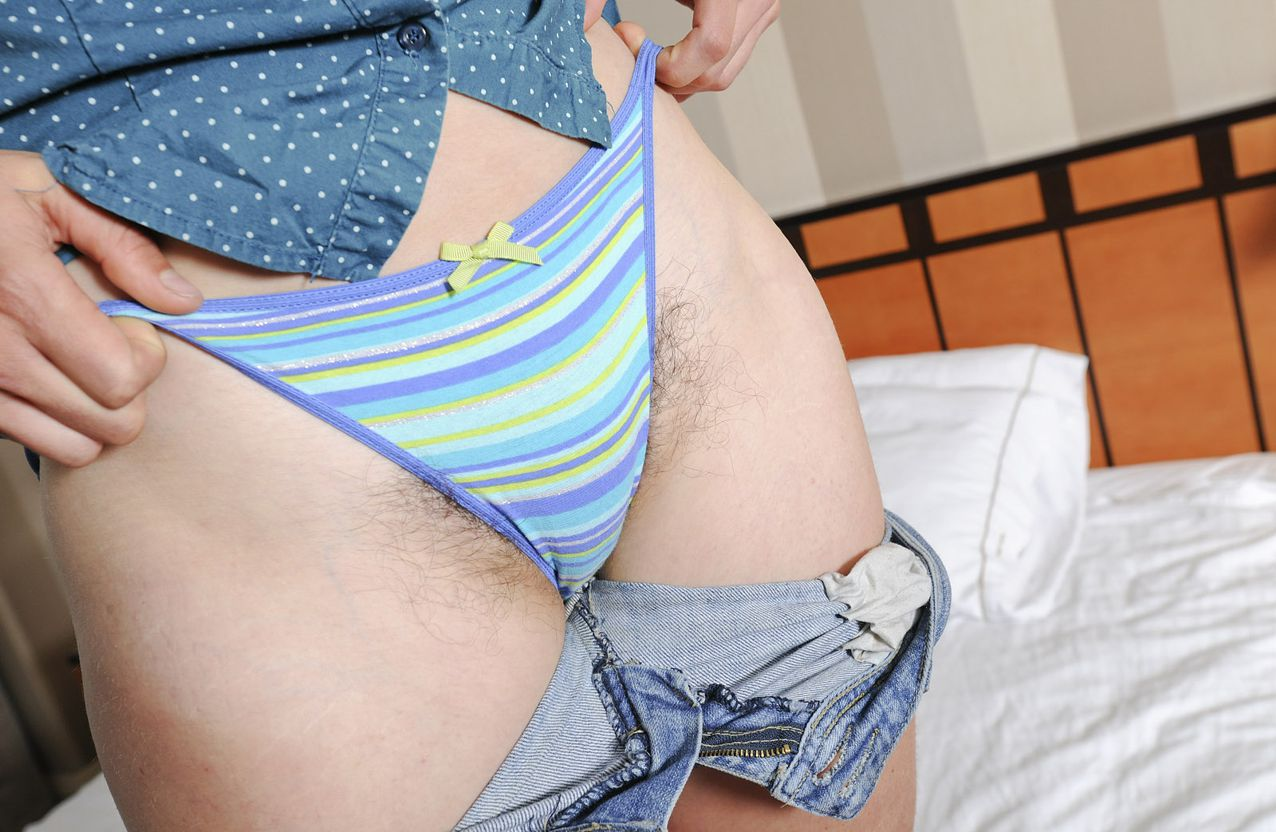
Calcinha
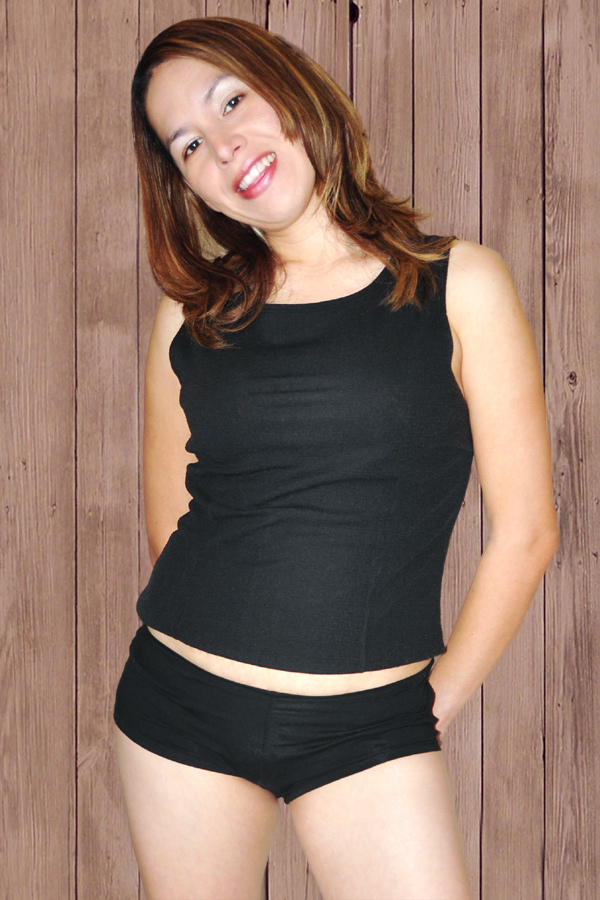
Boyshorts
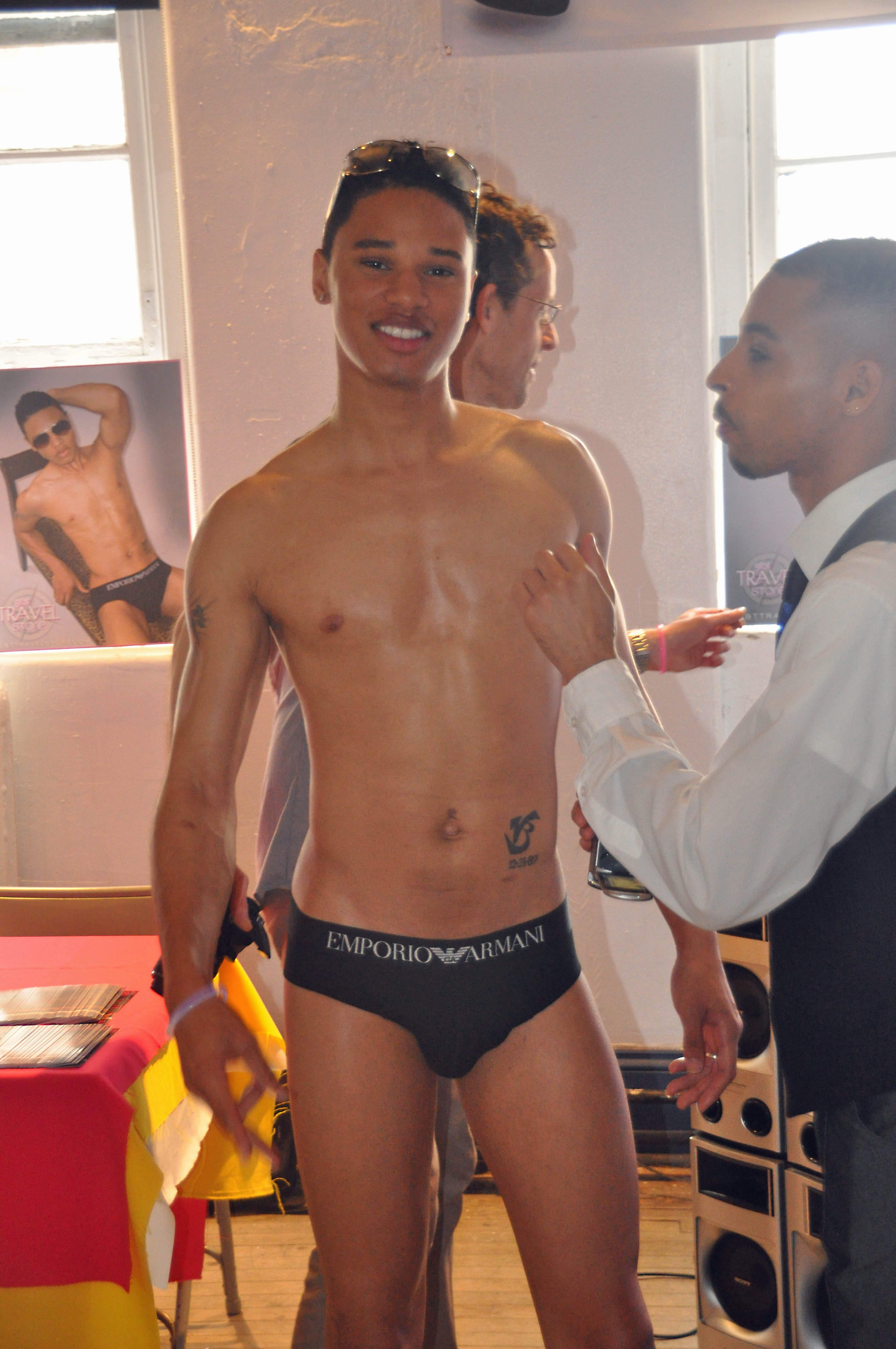
Cueca slip
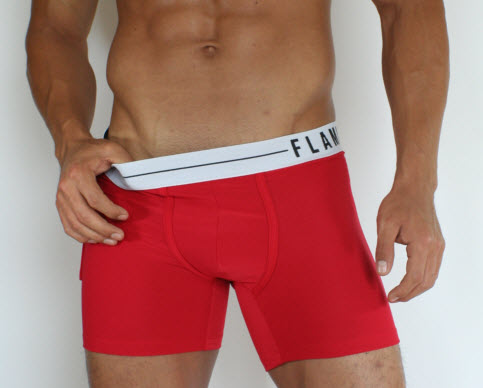
Cueca boxer
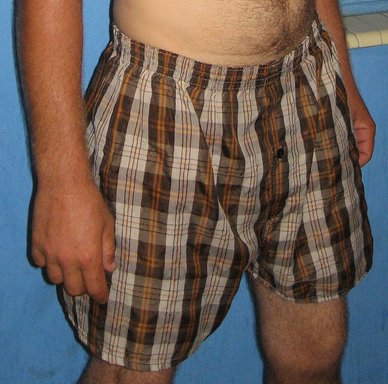
Cueca samba-canção